# Norton Summit
Norton Summit is een plaats in de Australische deelstaat Zuid-Australië. De plaats is vernoemd naar Robert Norton die in de omgeving klom in 1836.